# Collegio uninominale Lombardia 2 - 01 (2017)
Il collegio elettorale uninominale Lombardia 2 - 01 è stato un collegio elettorale uninominale della Repubblica Italiana per l'elezione della Camera tra il 2017 ed il 2022.

## Territorio
Come previsto dalla legge elettorale italiana del 2017, il collegio era stato definito tramite decreto legislativo all'interno della circoscrizione Lombardia 2.
Era formato dal territorio di tutta la provincia di Sondrio e dai comuni di Alta Valle Intelvi, Argegno, Bene Lario, Blessagno, Brienno, Campione d'Italia, Carlazzo, Casasco d'Intelvi, Castiglione d'Intelvi, Cavargna, Cerano d'Intelvi, Claino con Osteno, Colonno, Corrido, Cremia, Cusino, Dizzasco, Domaso, Dongo, Dosso del Liro, Garzeno, Gera Lario, Grandola ed Uniti, Gravedona ed Uniti, Griante, Laino, Livo, Menaggio, Montemezzo, Musso, Peglio, Pianello del Lario, Pigra, Plesio, Ponna, Porlezza, Sala Comacina, San Bartolomeo Val Cavargna, San Fedele Intelvi, San Nazzaro Val Cavargna, San Siro, Schignano, Sorico, Stazzona, Tremezzina, Trezzone, Val Rezzo, Valsolda e Vercana in provincia di Como.
Il collegio era parte del Collegio plurinominale Lombardia 2 - 02.

## Eletti
| Elezione | Elezione | Deputato   | Gruppo parlamentare    |
| -------- | -------- | ---------- | ---------------------- |
|          | 2018     | Ugo Parolo | Lega - Salvini Premier |

## Dati elettorali

### XVIII legislatura
Come previsto dalla legge elettorale, 232 deputati erano eletti con sistema a maggioranza relativa in altrettanti collegi uninominali a turno unico.
| Candidati              | Candidati              | Voti    | %     | Liste                           | Voti    | %     |
| ---------------------- | ---------------------- | ------- | ----- | ------------------------------- | ------- | ----- |
|                        | Ugo Parolo ✔️ Eletto   | 81 816  | 59,39 | Lega                            | 55 684  | 40,42 |
| Forza Italia           | Ugo Parolo ✔️ Eletto   | 81 816  | 59,39 | 19 697                          | 14,30   |       |
| Fratelli d'Italia      | Ugo Parolo ✔️ Eletto   | 81 816  | 59,39 | 5 211                           | 3,78    |       |
| Noi con l'Italia - UDC | Ugo Parolo ✔️ Eletto   | 81 816  | 59,39 | 1 224                           | 0,89    |       |
|                        | Anna Delle Grazie      | 25 209  | 18,30 | Partito Democratico             | 21 167  | 15,37 |
| +Europa                | Anna Delle Grazie      | 25 209  | 18,30 | 3 293                           | 2,39    |       |
| Italia Europa Insieme  | Anna Delle Grazie      | 25 209  | 18,30 | 380                             | 0,28    |       |
| Civica Popolare        | Anna Delle Grazie      | 25 209  | 18,30 | 369                             | 0,27    |       |
|                        | Maria Rosa Gianoncelli | 22 285  | 16,18 | Movimento 5 Stelle              | 22 285  | 16,18 |
|                        | Martina Simonini       | 3 056   | 2,22  | Liberi e Uguali                 | 3 056   | 2,22  |
|                        | Gisella Aderenti       | 1 355   | 0,98  | Il Popolo della Famiglia        | 1 355   | 0,98  |
|                        | Cristian Gaggini       | 1 139   | 0,83  | Italia agli Italiani            | 1 139   | 0,83  |
|                        | Athos Marcante         | 1 046   | 0,76  | CasaPound                       | 1 046   | 0,76  |
|                        | Fabio Del Giorgio      | 632     | 0,46  | Potere al Popolo!               | 632     | 0,46  |
|                        | Gian Pietro Frassi     | 380     | 0,28  | Grande Nord                     | 380     | 0,28  |
|                        | Nicoletta Bigiotti     | 251     | 0,18  | Partito Valore Umano            | 251     | 0,18  |
|                        | Riccardo Esposito      | 243     | 0,18  | Per una Sinistra Rivoluzionaria | 243     | 0,18  |
|                        | Elisabetta Nicolì      | 213     | 0,15  | 10 Volte Meglio                 | 213     | 0,15  |
|                        | Giuseppe Nolè          | 69      | 0,05  | PRI - ALA                       | 69      | 0,05  |
|                        | Ettore Bonfanti        | 66      | 0,05  | Blocco Nazionale per le Libertà | 66      | 0,05  |
| Totale                 | Totale                 | 137 760 | 100   |                                 | 137 760 | 100   |
|                        |                        |         |       |                                 |         |       |
| Voti non validi        | Voti non validi        | 5 603   | 3,91  |                                 |         |       |
| Votanti                | Votanti                | 143 363 | 75,55 |                                 |         |       |
| Elettori               | Elettori               | 189 764 |       |                                 |         |       |